# FIBA 여자 유로바스켓
FIBA 여자 유로바스켓(EuroBasket Women)은 유럽의 농구 대회이다.

## 역대 대회
| 1938 자세히 | 이탈리아 왕국   | 이탈리아 왕국 | n/a    | 리투아니아     | 폴란드         | n/a    | 프랑스         |
| 1950 자세히 | 헝가리          | 소련          | n/a    | 헝가리         | 체코슬로바키아 | n/a    | 프랑스         |
| 1952 자세히 | 소련            | 소련          | n/a    | 체코슬로바키아 | 헝가리         | n/a    | 불가리아       |
| 1954 자세히 | 유고슬라비아    | 소련          | n/a    | 체코슬로바키아 | 불가리아       | n/a    | 헝가리         |
| 1956 자세히 | 체코슬로바키아  | 소련          | 49–41  | 헝가리         | 체코슬로바키아 | 91–60  | 불가리아       |
| 1958 자세히 | 폴란드          | 불가리아      | n/a    | 소련           | 체코슬로바키아 | n/a    | 유고슬라비아   |
| 1960 자세히 | 불가리아        | 소련          | n/a    | 불가리아       | 체코슬로바키아 | n/a    | 폴란드         |
| 1962 자세히 | 프랑스          | 소련          | 63–46  | 체코슬로바키아 | 불가리아       | 48–36  | 루마니아       |
| 1964 자세히 | 헝가리          | 소련          | 55–53  | 불가리아       | 체코슬로바키아 | 68–47  | 루마니아       |
| 1966 자세히 | 루마니아        | 소련          | 74–66  | 체코슬로바키아 | 동독           | 65–60  | 루마니아       |
| 1968 자세히 | 이탈리아        | 소련          | n/a    | 유고슬라비아   | 폴란드         | n/a    | 동독           |
| 1970 자세히 | 네덜란드        | 소련          | 94–33  | 프랑스         | 유고슬라비아   | 77–66  | 불가리아       |
| 1972 자세히 | 불가리아        | 소련          | n/a    | 불가리아       | 체코슬로바키아 | n/a    | 프랑스         |
| 1974 자세히 | 이탈리아        | 소련          | n/a    | 체코슬로바키아 | 이탈리아       | n/a    | 헝가리         |
| 1976 자세히 | 프랑스          | 소련          | n/a    | 체코슬로바키아 | 불가리아       | n/a    | 프랑스         |
| 1978 자세히 | 폴란드          | 소련          | n/a    | 유고슬라비아   | 체코슬로바키아 | n/a    | 프랑스         |
| 1980 자세히 | 유고슬라비아    | 소련          | 95–49  | 폴란드         | 유고슬라비아   | 61–57  | 체코슬로바키아 |
| 1981 자세히 | 이탈리아        | 소련          | 85–42  | 폴란드         | 체코슬로바키아 | 76–74  | 유고슬라비아   |
| 1983 자세히 | 헝가리          | 소련          | 91–70  | 불가리아       | 헝가리         | 82–79  | 유고슬라비아   |
| 1985 자세히 | 이탈리아        | 소련          | 103–69 | 불가리아       | 헝가리         | 103–76 | 체코슬로바키아 |
| 1987 자세히 | 스페인          | 소련          | 83–73  | 유고슬라비아   | 헝가리         | 75–67  | 체코슬로바키아 |
| 1989 자세히 | 불가리아        | 소련          | 64–61  | 체코슬로바키아 | 불가리아       | 79–69  | 유고슬라비아   |
| 1991 자세히 | 이스라엘        | 소련          | 97–84  | 유고슬라비아   | 헝가리         | 65–61  | 불가리아       |
| 1993 자세히 | 이탈리아        | 스페인        | 63–53  | 프랑스         | 슬로바키아     | 68–67  | 이탈리아       |
| 1995 자세히 | 체코            | 우크라이나    | 77–66  | 이탈리아       | 러시아         | 69–50  | 슬로바키아     |
| 1997 자세히 | 헝가리          | 리투아니아    | 72–62  | 슬로바키아     | 독일           | 86–61  | 헝가리         |
| 1999 자세히 | 폴란드          | 폴란드        | 59–56  | 프랑스         | 러시아         | 78–49  | 슬로바키아     |
| 2001 자세히 | 프랑스          | 프랑스        | 73–68  | 러시아         | 스페인         | 89–74  | 리투아니아     |
| 2003 자세히 | 그리스          | 러시아        | 59–56  | 체코           | 스페인         | 87–81  | 폴란드         |
| 2005 자세히 | 튀르키예        | 체코          | 72–70  | 러시아         | 스페인         | 83–65  | 리투아니아     |
| 2007 자세히 | 이탈리아        | 러시아        | 74–68  | 스페인         | 벨라루스       | 72–63  | 라트비아       |
| 2009 자세히 | 라트비아        | 프랑스        | 57–53  | 러시아         | 스페인         | 63–56  | 벨라루스       |
| 2011 자세히 | 폴란드          | 러시아        | 59–42  | 튀르키예       | 프랑스         | 63–56  | 체코           |
| 2013 자세히 | 프랑스          | 스페인        | 70–69  | 프랑스         | 튀르키예       | 92–71  | 세르비아       |
| 2015 자세히 | 헝가리 루마니아 | 세르비아      | 76–68  | 프랑스         | 스페인         | 74–58  | 벨라루스       |
| 2017 자세히 | 체코            | 스페인        | 71–55  | 프랑스         | 벨기에         | 78–45  | 그리스         |

## 같이 보기
- 올림픽 농구
- FIBA 유로바스켓
- FIBA 여자 농구 월드컵